# Mathias Durand-Reynaldo
 (juin 2015).
Mathias Durand-Reynaldo alias Coccinella, né le 23 décembre 1975 au Havre, est un sculpteur, peintre et couturier français. Ses œuvres, réalisées en matériaux de récupération sont figuratives et hyper-réalistes. Elles dénoncent un urbanisme galopant et un manque de conscience civique et écologiste.

## Biographie
Élève du plasticien Jacques Lélut et compagnon de la créatrice Sylvie Camicas de 1998 à 2003, il réside aujourd'hui dans l'ile de Saint-Martin, dans les Caraïbes[réf. nécessaire].

## Tableau «Un couple présidentiel», l’interpellation au Musée du Louvre.
Le 26 mars 2010, Mathias Durand-Reynaldo, se promène dans les rues de Paris avec un portrait grandeur nature de Nicolas Sarkozy et de Carla Bruni-Sarkozy qu’il porte à bout de bras, il est accompagné d’une documentariste qui filme la réaction des gens.
Intitulé « Un couple présidentiel », le tableau de plus de deux mètres de haut est peint dans un style académique et hyperréaliste, c’est un pastiche d’une œuvre de Jacques-Louis David. Nicolas Sarkozy y est représenté en Napoléon Ier, tenant à la main un nettoyeur haute-pression de la marque Kärcher. Il porte à la boutonnière une paire de lunettes de soleil de la marque Rayban tandis qu’en bas de son veston est accroché un porte-clefs à l’effigie du personnage de Mickey Mouse. Sur le siège impérial est posé un exemplaire de la Princesse de Clèves et en arrière-plan, on aperçoit une bibliothèque ainsi que les drapeaux français et européen. Carla Bruni-Sarkozy se tient légèrement en retrait sur le côté droit du tableau. Seuls son visage, une épaule, l’avant-bras et une main sont dessinés, ce qui laisse supposer qu’elle est nue, car aucun vêtement n’est visible.
Après avoir présenté sans encombre son tableau à l’entrée du Salon du Livre, il pénètre dans la cour carrée du Musée du Louvre. Arrivé au niveau de la pyramide, il se fait arrêter par le service de sécurité qui l’intime de dissimuler sa peinture sous un drap et de sortir de l’enceinte du musée. Par ailleurs, la documentariste est interdite de reportage et doit se résigner à couper la caméra. Ils se feront interpeller une deuxième fois par des agents en civil au niveau de la rue de Rivoli.
Cet incident sera révélé quelques semaines plus tard par l’historien d’art Thierry Savatier  puis par l’écrivain Marie Darrieussecq qui lui consacrera notamment un article intitulé « Lèse-majesté ? » dans la revue Beaux Arts Magazine. Elle qualifiera l’artiste de « facétieux » et son tableau de style "mi-pompier mi-tabloïd"

## Sénatoriales 2008
Perçue par certains comme une prestation artistique et par d’autres pour une ultime provocation, le 9 septembre 2008, il annonce officiellement sa candidature pour les élections sénatoriales françaises qu’il estime être une véritable mascarade sur l’île de Saint Martin. Son dossier, contre toute attente, est validé par la préfecture.
Prônant la valorisation du patrimoine culturel et naturel, il entame donc une campagne électorale insolite qui fait grincer quelques dents. Il multiplie les interviews chocs et n’hésite pas à utiliser une photo de lui, partiellement dénudé, comme portrait officiel.
Usant de sa notoriété artistique, il fait plusieurs déclarations retentissantes dans les médias Caraïbéens. Le 18 septembre dans le journal France-Antilles, il annonce clairement son intention de corrompre les grands électeurs en leur promettant de renoncer à ses indemnités de sénateur et de leur reverser intégralement s’il était élu. Le 20 septembre, dans le JT de RFO, on le voit juché sur une bicyclette à fourrure rose, affirmant qu’un sénateur ne sert à rien et qu’il est préférable de motiver l’équipe territoriale déjà en place. Son discours politiquement incorrect ne fait que souligner ce que pense l’opinion publique de ces élections où tout est joué d’avance. Mais ses déclarations pertinentes[réf. nécessaire] dans The Daily Herald et dans le Week’s, une semaine avant les sénatoriales, où il apporte un grand nombre de solutions à moindres coûts, lui amène une adhésion populaire certaine et forcera les autres candidats à tenir compte des problèmes écologiques, sociaux et de la perte d’identité culturelle propres à l’île de Saint-Martin[non neutre]